# Mai Khanh (chính trị gia)
Mai Khanh (sinh ngày 22 tháng 10 năm 1974) là cựu thẩm phán và chính trị gia người Việt Nam. Ông hiện là đại biểu Quốc hội Việt Nam khóa XIV nhiệm kì 2016-2021, thuộc đoàn đại biểu Quốc hội tỉnh Ninh Bình, Bí thư Huyện ủy Kim Sơn, Ủy viên Ủy ban Tư pháp của Quốc hội. Ông đã trúng cử đại biểu Quốc hội năm 2016 ở đơn vị bầu cử số 2, tỉnh Ninh Bình gồm có thành phố Tam Điệp và các huyện: Kim Sơn, Yên Khánh, Yên Mô.

## Xuất thân
Mai Khanh quê quán ở xã Gia Phong, huyện Gia Viễn, tỉnh Ninh Bình.
Ông hiện cư trú tại thành phố Ninh Bình, tỉnh Ninh Bình.

## Sự nghiệp
Ngày 18 tháng 5 năm 1996, 22 tuổi, Mai Khanh gia nhập Đảng Cộng sản Việt Nam.
Mai Khanh tốt nghiệp Đại học Luật.
Sau đó ông công tác trong ngành tòa án nhân dân tại tỉnh Ninh Bình được bổ nhiệm Thẩm phán, Chánh án TAND huyện Hoa Lư. Ông có thời gian công tác chính quyền với cương vị Phó Chủ tịch UBND huyện Hoa Lư, lãnh đạo Ban Quản lý quần thể di tích quốc gia Tràng An.
Từ năm 2013 đến 2 tháng 2 năm 2016, Mai Khanh là Phó Giám đốc Ban quản lý Quần thể danh thắng Tràng An.
Năm 2013, Mai Khanh đã chỉ đạo chọn kênh truyền hình CNN của Mỹ làm phim quảng bá Quần thể Danh thắng Tràng An với chủ đề “hãy lắng nghe lời thì thầm của thiên nhiên hoang dã” để giới thiệu danh thắng này với thế giới.
Ngày 2 tháng 2 năm 2016, Mai Khanh được Chánh án Tòa án nhân dân tối cao Việt Nam Trương Hòa Bình bổ nhiệm giữ chức vụ Chánh án Tòa án nhân dân tỉnh Ninh Bình thời hạn 5 năm (Quyết định số 1734/QĐ-TCCB ngày 16/9/2015) thay Lê Chí Vịnh nghỉ công tác chờ nghỉ hưu theo chế độ.
Đồng thời Tỉnh ủy Ninh Bình cũng chỉ định Mai Khanh làm Bí thư Ban cán sự Đảng Cộng sản Việt Nam tại Tòa án nhân dân tỉnh Ninh Bình.
Trước đó, Mai Khanh là Tỉnh ủy viên Tỉnh ủy Ninh Bình.
Khi ứng cử đại biểu Quốc hội Việt Nam khóa XIV vào tháng 5 năm 2016 ông đang là Tỉnh ủy viên, Bí thư an cán sự Đảng, Chánh án Tòa án nhân dân tỉnh Ninh Bình, làm việc ở Tòa án nhân dân tỉnh Ninh Bình, đang học cao cấp lí luận chính trị.
Ông đã trúng cử đại biểu Quốc hội năm 2016 ở đơn vị bầu cử số 2, tỉnh Ninh Bình gồm có thành phố Tam Điệp và các huyện: Kim Sơn, Yên Khánh, Yên Mô, được 304.568 phiếu, đạt tỷ lệ 85,32% số phiếu hợp lệ.
Ông hiện là Tỉnh ủy viên, Bí thư Huyện ủy Kim Sơn, Ủy viên Ủy ban Tư pháp của Quốc hội.

## Đại biểu Quốc hội Việt Nam khóa XIV tỉnh Ninh Bình
Ngày 22 tháng 5 năm 2016, Mai Khanh trúng cử Đại biểu Quốc hội Việt Nam khóa 14 nhiệm kì 2016-2021 tại đơn vị bầu cử số 2, tỉnh Ninh Bình gồm có thành phố Tam Điệp và các huyện: Kim Sơn, Yên Khánh, Yên Mô, được 304.568 phiếu, đạt tỷ lệ 85,32% số phiếu hợp lệ.

### Nguyên nhân oan sai do thiếu sót về tố tụng
Ngày 31 tháng 10 năm 2016, thảo luận tại nghị trường Quốc hội, ông cho rằng án oan sai là do nhận thức của các cơ quan tiến hành tố tụng có vấn đề. Cụ thể, nhiều điều tra viên cho rằng có "thiếu sót" về mặt tố tụng nhưng không ảnh hưởng đến bản chất vụ án, điều này trái với luật chỉ xác định vi phạm hoặc không vi phạm thủ tục tố tụng. Do đó cần khắc phục tình trạng vi phạm thủ tục tố tụng.